# Youkie Foday
Youkie Foday é uma política de Serra Leoa. Filiada ao Partido do Povo, é integrante do Parlamento da Serra Leoa pelo Distrito de Bo, eleita em 2007.